# FIBA European Champions Cup 1979-1980
La Coppa dei Campioni 1979-1980 di pallacanestro maschile venne vinta dal Real Madrid.
Hanno preso parte alla competizione 22 squadre. Le squadre vennero divise in sei gruppi, con gare di andate e ritorno (e somma dei punti): al termine la prima classificata veniva promossa al turno successivo, con un'ulteriore fase a gruppi valevole per la qualificazioni alla finale, cui accedevano le prime due classificate. La finale è stata organizzata a Berlino Ovest.

## Risultati

### Primo turno

#### Gruppo A
|    | Squadra              | G | V | P | PF  | PS  | Dif | P.ti |
| -- | -------------------- | - | - | - | --- | --- | --- | ---- |
| 1. | Bosna Sarajevo       | 4 | 3 | 1 | 387 | 335 | +52 | 7    |
| 2. | Levski-Spartak Sofia | 4 | 3 | 1 | 374 | 340 | +34 | 7    |
| 3. | Zamalek              | 4 | 0 | 4 | 309 | 395 | -86 | 4    |

#### Gruppo B
|    | Squadra                   | G | V | P | PF  | PS  | Dif  | P.ti |
| -- | ------------------------- | - | - | - | --- | --- | ---- | ---- |
| 1. | Sinudyne Bologna          | 4 | 4 | 0 | 364 | 263 | +101 | 8    |
| 2. | Inter Slovnaft Bratislava | 4 | 2 | 2 | 374 | 344 | +30  | 6    |
| 3. | Sparta Bertrange          | 4 | 0 | 4 | 255 | 386 | -131 | 4    |

#### Gruppo C
|    | Squadra        | G | V | P | PF  | PS  | Dif  | P.ti |
| -- | -------------- | - | - | - | --- | --- | ---- | ---- |
| 1. | Real Madrid    | 6 | 6 | 0 | 695 | 484 | +211 | 12   |
| 2. | Crystal Palace | 6 | 4 | 2 | 566 | 532 | +34  | 10   |
| 3. | 04 Leverkusen  | 6 | 2 | 4 | 543 | 561 | -18  | 8    |
| 4. | Stevnsgade     | 6 | 0 | 6 | 366 | 593 | -227 | 6    |

#### Gruppo D
|    | Squadra                | G | V | P | PF  | PS  | Dif  | P.ti |
| -- | ---------------------- | - | - | - | --- | --- | ---- | ---- |
| 1. | Maccabi Elite Tel Aviv | 6 | 5 | 1 | 588 | 429 | +159 | 11   |
| 2. | Dinamo Bucarest        | 6 | 3 | 3 | 482 | 461 | +21  | 9    |
| 3. | Aris Salonicco         | 6 | 3 | 3 | 504 | 518 | -14  | 9    |
| 4. | Efes Pilsen            | 6 | 1 | 5 | 398 | 564 | -186 | 7    |

#### Gruppo E
|    | Squadra           | G | V | P | PF  | PS  | Dif  | P.ti |
| -- | ----------------- | - | - | - | --- | --- | ---- | ---- |
| 1. | Partizan Belgrado | 6 | 5 | 1 | 632 | 514 | +118 | 11   |
| 2. | Partizani Tirana  | 6 | 4 | 2 | 563 | 578 | -15  | 10   |
| 3. | Honvéd            | 6 | 2 | 4 | 576 | 581 | -5   | 8    |
| 4. | Al-Ittihad Aleppo | 6 | 1 | 5 | 494 | 592 | -698 | 7    |

#### Gruppo F
|    | Squadra                   | G | V | P | PF  | PS  | Dif | P.ti |
| -- | ------------------------- | - | - | - | --- | --- | --- | ---- |
| 1. | Nashua EBBC               | 6 | 3 | 3 | 523 | 450 | +73 | 9    |
| 2. | Union Vienna              | 6 | 3 | 3 | 524 | 545 | -21 | 9    |
| 3. | Moderne Le Mans           | 6 | 3 | 3 | 514 | 538 | -24 | 9    |
| 4. | Royal Fresh Air Molenbeek | 6 | 3 | 3 | 540 | 568 | -28 | 9    |

### Semifinali
|    | Squadra                | G  | V | P | PF  | PS  | Dif  | P.ti |
| -- | ---------------------- | -- | - | - | --- | --- | ---- | ---- |
| 1. | Maccabi Elite Tel Aviv | 10 | 7 | 3 | 878 | 814 | +64  | 17   |
| 2. | Real Madrid            | 10 | 7 | 3 | 950 | 888 | +62  | 17   |
| 3. | Bosna Sarajevo         | 10 | 6 | 4 | 868 | 867 | +1   | 16   |
| 4. | Sinudyne Bologna       | 10 | 5 | 5 | 831 | 841 | -10  | 15   |
| 5. | Nashua EBBC            | 10 | 4 | 6 | 786 | 775 | +11  | 14   |
| 6. | Partizan Belgrado      | 10 | 1 | 9 | 810 | 938 | -128 | 11   |

|  | Qualificate alle semifinali |
|  | Eliminata                   |

### Finale
| Squadra 1              | Risultato | Squadra 2   |
| ---------------------- | --------- | ----------- |
| Maccabi Elite Tel Aviv | 85 - 89   | Real Madrid |

| Coppa dei Campioni 1979-1980 |
| ---------------------------- |
| Real Madrid 7º titolo        |

## Formazione vincitrice
| N° | Naz.                   | Ruolo | Sportivo                    |  | Alt. |  |
| -- | ---------------------- | ----- | --------------------------- |  | ---- |  |
| 4  | Spagna (bandiera)      | AP    | Wayne Brabender             |  |      |  |
| 5  | Spagna (bandiera)      | AP    | José Antonio Querejeta      |  |      |  |
| 6  | Spagna (bandiera)      | C     | Fernando Romay              |  |      |  |
| 7  | Spagna (bandiera)      | P     | José Luis Llorente          |  |      |  |
| 8  | Spagna (bandiera)      | P     | Federico Ramiro             |  |      |  |
| 9  | Spagna (bandiera)      | C     | Luis María Prada            |  |      |  |
| 10 | Stati Uniti (bandiera) | AP    | Walt Szczerbiak             |  |      |  |
| 11 | Spagna (bandiera)      | P     | Juan Antonio Corbalán       |  |      |  |
| 12 | Spagna (bandiera)      | C     | Rafael Rullán               |  |      |  |
| 13 | Stati Uniti (bandiera) | C     | Randy Meister               |  |      |  |
| 14 | Spagna (bandiera)      | AG    | Juan Manuel López Iturriaga |  |      |  |
| 15 | Spagna (bandiera)      | A     | José Manuel Beirán          |  |      |  |
|    | Spagna (bandiera)      | All.  | Lolo Sainz                  |  |      |  |